# Schachweltmeisterschaft der Frauen 1935
Die Schachweltmeisterschaft der Frauen 1935 (Eigenbezeichnung: Damenweltmeisterschaftsturnier um den Hamilton-Russel-Pokal) war das während der Schacholympiade vom 22. bis 31. August 1935 im Warschauer Militär-Kasino ausgetragene Rundenturnier um den Titel der Weltmeisterin im Schach, der von Vera Menchik erfolgreich verteidigt wurde.
Gastgeberin war Róża Herman, der Wiener Diplomat Oberst Dr. Steifer war Turnierleiter.
Die englische Spitzenspielerin Agnes Stevenson war am 20. August 1935 in Poznań bei einem Unfall während der Anreise verstorben, ein blumenumhülltes Gedenkfähnlein wurde zu ihren Ehren im Turniersaal angebracht.
Vera Menchik gewann alle Partien, ihre Schwester Olga erreichte den vierten Platz. Regina Gerlecka gelang mit dem zweiten Platz als Neuling ein Überraschungserfolg, da sie zuvor noch an keinem internationalen Turnier teilgenommen hatte. Gisela Harum startete nach eigenen Angaben unter anderem wegen mangelnden Trainingsturnieren mit einem Punkt aus drei Runden, gewann dann die folgenden fünf Partien und erreichte den dritten Platz. Die geborene Schweizerin Helene Thierry spielte für ihre neue Heimat Dänemark.

## Endstand
| #    | Spielerin             | 1 | 2 | 3 | 4 | 5 | 6 | 7 | 8 | 9 | 10 | Punkte |
| ---- | --------------------- | - | - | - | - | - | - | - | - | - | -- | ------ |
| 1    | Vera Menchik          | - | 1 | 1 | 1 | 1 | 1 | 1 | 1 | 1 | 1  | 9      |
| 2    | Regina Gerlecka       | 0 | - | ½ | ½ | 1 | 1 | 1 | ½ | 1 | 1  | 6½     |
| 3    | Gisela Harum          | 0 | ½ | - | ½ | 1 | 1 | 1 | 1 | 1 | 0  | 6      |
| 4    | Olga Menchik          | 0 | ½ | ½ | - | ½ | ½ | ½ | 1 | 1 | 1  | 5½     |
| 5    | Helene Thierry        | 0 | 0 | 0 | ½ | - | 1 | 1 | ½ | 1 | 1  | 5      |
| 6-7  | Edith Holloway        | 0 | 0 | 0 | ½ | 0 | - | 1 | 0 | 1 | 1  | 3½     |
| 6-7  | Róża Herman           | 0 | 0 | 0 | ½ | 0 | 0 | - | 1 | 1 | 1  | 3½     |
| 8    | Carthy Skjønsberg     | 0 | ½ | 0 | 0 | ½ | 1 | 0 | - | 0 | 1  | 3      |
| 9-10 | A. M. S. O’Shannon[2] | 0 | 0 | 0 | 0 | 0 | 0 | 0 | 1 | - | ½  | 1½     |
| 9-10 | Natalia Kowalska      | 0 | 0 | 1 | 0 | 0 | 0 | 0 | 0 | ½ | -  | 1½     |